# Јоничешти (Олт)
Јоничешти (рум. Ionicești) насеље је у Румунији у округу Олт у општини Самбурешти. Oпштина се налази на надморској висини од 246 m.

## Становништво
Према подацима из 2002. године у насељу је живело 210 становника, од којих су сви румунске националности.